# Daïra de Messaad
La daïra de Messaad est une circonscription administrative algérienne située dans la wilaya de Djelfa. Son chef-lieu est situé sur la commune éponyme de Messaad.
La daïra regroupe les cinq communes:
- Messaad
- Deldoul
- Selmana
- Sed Rahal
- Guettara